# Aradus crenaticollis
Aradus crenaticollis är en insektsart som beskrevs av R. F. Sahlberg 1848. Aradus crenaticollis ingår i släktet Aradus, och familjen barkskinnbaggar. Arten är reproducerande i Sverige.